# Карасу (Алматинская область)
Карасу (каз. Қарасу) — село в Илийском районе Алматинской области Казахстана. Входит в состав Энергетической поселковой администрации. Код КАТО — 196830300.

## Население
В 1999 году население села составляло 145 человек (78 мужчин и 67 женщин). По данным переписи 2009 года, в селе проживал 291 человек (149 мужчин и 142 женщины).